# How Soon Is Now?
How Soon Is Now? är en låt skriven 1984 av Morrissey och Johnny Marr och framförd av den brittiska pop-/rockgruppen The Smiths. Låten utgjorde ursprungligen B-sidan till singeln William, It Was Really Nothing. Låten finns också med på samlingsalbumet Hatful of Hollow och på olika utgåvor av bandets andra album Meat Is Murder från 1985. I Storbritannien släpptes låten som singel år 1985 och tog sig upp till plats 24 på UK Singles Chart. 
Skivbolaget Sire Records chef, Seymour Stein, kallade låten "80-talets Stairway to Heaven".  

## Cover-versioner
- Bandet Quicksand har med en cover av låten som bonusspår på deras första album Slip (Polydor Records 1993)
- Love Spit Love spelade under slutet av 1995 in låten som cover och deras version användes som ledmotiv till den amerikanska fantasyserien Förhäxad. Versionen spelas också i filmen Den onda cirkeln. Love Spit Love-versionen släpptes som singel år 1996 och fick stora framgångar.
- Låten har även tolkats av Snake River Conspiracy, på albumet Sonic Jihad. Deras cover tog sig upp till plats 38 på Billboard's Modern Rock Tracks år 2000.
- Ryska Tatu tolkar låten på deras första engelskspråkiga album 200 km/h in the Wrong Lane från år 2002. Den släpptes som fjärde singel från albumet år 2003. Det blev även den sista singeln från albumet.